# Rose McConnell Long

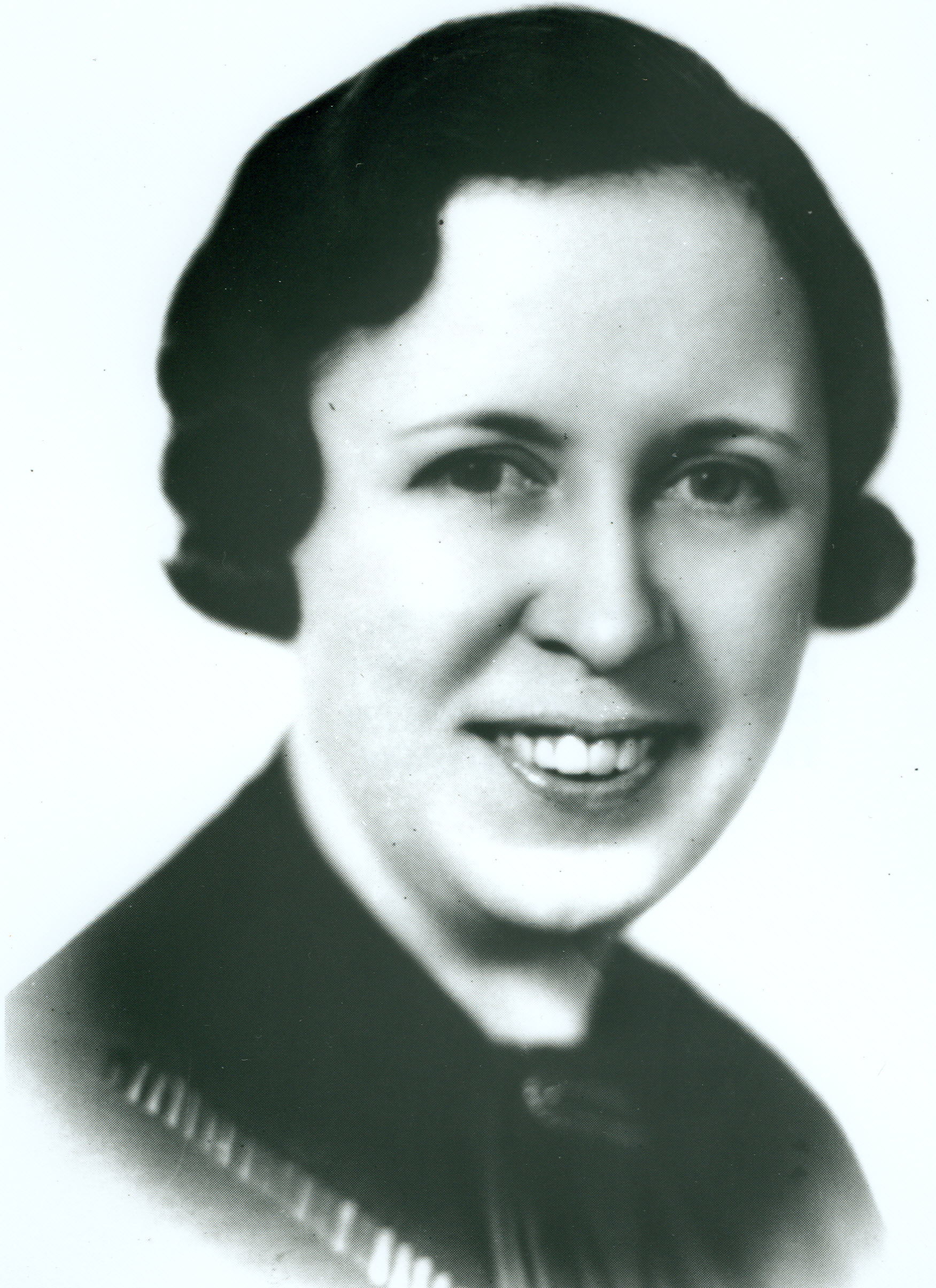
Rose McConnell Long.

Rose McConnell Long (Greensburg, 8 de abril de 1892 – Boulder, 27 de maio de 1970) foi uma política norte-americana. Esposa do político e Senador Huey Long, foi nomeada para o Senado dos Estados Unidos pelo estado norte-americano da Louisiana após o assassinato de seu marido. Ao assumir o cargo, em janeiro de 1936, tornou-se a terceira mulher a servir no Senado em toda a história do país, e a primeira da Louisiana.